# Paul Etienne
Paul Dennis Etienne (ur. 15 czerwca 1959 w Tell City, Indiana) – amerykański duchowny katolicki, arcybiskup Seattle od 2019.

## Życiorys
Urodził się jako drugi syn Paula i Kay. Dwóch jego braci także wstąpiło na drogę kapłaństwa, a jedna z sióstr wstąpiła do zakonu. Święcenia kapłańskie otrzymał 27 czerwca 1992 i został kapłanem archidiecezji Indianapolis. W 1995 uzyskał licencjat z teologii na Uniwersytecie Gregoriańskim w Rzymie. Służył m.in. jako dyrektor ds. powołań, członek Rady Konsultorów i proboszcz kilku parafii. Ostatnią placówką przed nominacją biskupią była parafia św. Pawła w Tell City.
19 października 2009 został mianowany ordynariuszem diecezji Cheyenne. Sakry udzielił mu ówczesny metropolita Denver, Charles Chaput OFMCap.
4 października 2016 papież Franciszek mianował go arcybiskupem metropolitą Anchorage.
29 kwietnia 2019 został mianowany arcybiskupem koadiutorem Seattle. 3 września 2019 objął rządy w diecezji, po przejściu na emeryturę poprzednika.